# Liseberg (stacja kolejowa)
Liseberg (szwedzki: Lisebergs station) – stacja kolejowa w Göteborg, w regionie Västra Götaland, w Szwecji. Stacja znajduje się na Västkustbanan w pobliżu parku rozrywki Liseberg. 
Położona jest w tunelu około 300 metrów od głównego wejścia do parku rozrywki. Dojście na perony z powierzchni ziemi umożliwiają windy i schody ruchome. Posiada 2 perony krawędziowe, które są zabezpieczone przed nadjeżdżającymi pociągami poprzez przeszklone drzwi, które otwierają się automatycznie dopiero po zatrzymaniu się pociągu na peronie.
W niewielkiej odległości od stacji położone są również: centrum wystawowe Svenska Mässan, centrum handlowe Focushuset. Znajduje się tam przystanek tramwajowy (linia do Sahlgrenska Universitetssjukhuset, Centrum i Hisingen). Około 500 metrów od stacji znajduje się skrzyżowanie, z którego kursuje wiele linii autobusowych i tramwajowych w różnych kierunkach.

## Linie kolejowe
- Västkustbanan